# RRKM-Theorie
Die RRKM-Theorie (Rice-Ramsperger-Kassel-Marcus) ist eine mikrokanonische Theorie des Übergangszustandes, die es ermöglicht, Geschwindigkeitskonstanten von unimolekularen Gasphasen-Reaktionen zu berechnen. Sie stellt eine Erweiterung der RRK-Theorie dar, die davon ausgeht, dass die Geschwindigkeitskonstante von der Energie des reagierenden Moleküls abhängt:
  {\displaystyle k=k(E)}
Es wird angenommen, dass die Geschwindigkeitskonstante proportional zu der Anzahl an Möglichkeiten ist, die Energie auf die verschiedenen internen Freiheitsgrade des Reaktanten zu verteilen, so dass die kritische Energie in einem bestimmten Freiheitsgrad lokalisiert ist.
In der RRKM-Theorie werden auch Schwingungs- und Rotationsenergien unter Beachtung der Nullpunktsschwingungsenergie betrachtet.
Sie ist nach Oscar K. Rice, Herman C. Ramsperger, Louis Kassel und Rudolph A. Marcus benannt.

## Annahmen
Das Molekül wird als ein System von gekoppelten Harmonischen Oszillatoren betrachtet, die Energien untereinander austauschen können.
- Alle Zustände des angeregten Moleküls mit der Energie {\displaystyle E} sind erreichbar und führen sofort zur Bildung des Produkts.
- Die Energieumverteilung im Molekül (IVR) ist wesentlich schneller als die Reaktion selbst.

## Herleitung
Sei {\displaystyle A^{*}} ein angeregtes Molekül:
  {\displaystyle A^{*}{\xrightarrow {k(E)}}A^{\ddagger }\rightarrow \mathrm {Produkte} }
{\displaystyle A^{\ddagger }} bezeichnet die kritische Konfiguration mit einer bestimmten Mindestenergie {\displaystyle E_{0}}, die in der Reaktionskoordinate lokalisiert ist.
Man erhält für die unimolekulare Geschwindigkeitskonstante:
  {\displaystyle k_{\mathrm {uni} }={\frac {1}{hQ_{r}Q_{v}}}\int \limits _{E_{0}}^{\infty }dE\sum _{J=0}^{\infty }{\frac {(2J+1)G^{\ddagger }(E,J)\exp \!\left({\frac {-E}{k_{b}T}}\right)}{1+{\frac {k(E,J)}{\omega }}}}}